# Луїс Олівейра
Луїс Аїртон Барросо Олівейра (порт. Luís Airton Barroso Oliveira, нар. 24 березня 1969, Сан-Луїс) — бельгійський футболіст бразильського походження, що грав на позиції нападника. Виступав, зокрема, за клуби «Андерлехт», «Кальярі» та «Фіорентіна», а також національну збірну Бельгії. По завершенні ігрової кар'єри — тренер.
Дворазовий володар кубка Бельгії. Володар Суперкубка Бельгії. Володар Суперкубка Італії з футболу.

## Клубна кар'єра
Вихованець юнацьких команд футбольних клубів «Тупан» і «Андерлехт».
У дорослому футболі дебютував 1987 року виступами за команду клубу «Андерлехт», в якій провів п'ять сезонів, взявши участь у 96 матчах чемпіонату.
Своєю грою за цю команду привернув увагу представників тренерського штабу клубу «Кальярі», до складу якого приєднався 1992 року. Відіграв за команду із Сардинії наступні чотири сезони своєї ігрової кар'єри. Більшість часу, проведеного у складі «Кальярі», був основним гравцем атакувальної ланки команди.
1996 року уклав контракт з клубом «Фіорентіна», у складі якого провів наступні три роки своєї кар'єри гравця. Граючи у складі «Фіорентіни» також здебільшого виходив на поле в основному складі команди.
Згодом з 1999 по 2009 рік грав у складі команд клубів «Кальярі», «Болонья», «Комо», «Катанія», «Фоджа», «Венеція», «Луккезе-Лібертас», «Нуорезе» та «Дертона».
Завершив професійну ігрову кар'єру у клубі «Муравера», за команду якого виступав протягом 2009—2010 років.

## Виступи за збірну
1992 року дебютував в офіційних матчах у складі національної збірної Бельгії. Протягом кар'єри у національній команді, яка тривала вісім років, провів у формі головної команди країни 31 матч, забивши сім голів.
У складі збірної був учасником чемпіонату світу 1998 року у Франції.

## Кар'єра тренера
Розпочав тренерську кар'єру відразу ж по завершенні кар'єри гравця, 2010 року, очоливши тренерський штаб клубу «Муравера», де пропрацював з 2010 по 2011 рік.
2014 року став головним тренером команди «Про Патрія», тренував команду з містечка Бусто-Арсіціо один рік.
У 2015–2016 та в 2018 очолював тренерський штаб мальтійської комадни «Флоріана». Між цими періодами в 2017–2018 повертався до італійської «Муравери».

## Статистика виступів

### Статистика клубних виступів
| Сезон                 | Команда               | Чемпіонат             | Чемпіонат | Чемпіонат | Національний кубок | Національний кубок | Національний кубок | Континентальні кубки | Континентальні кубки | Континентальні кубки | Інші змагання | Інші змагання | Інші змагання | Усього | Усього |
| Сезон                 | Команда               | Ліга                  | Ігор      | Голів     | Ліга               | Ігор               | Голів              | Ліга                 | Ігор                 | Голів                | Ліга          | Ігор          | Голів         | Ігор   | Голів  |
| --------------------- | --------------------- | --------------------- | --------- | --------- | ------------------ | ------------------ | ------------------ | -------------------- | -------------------- | -------------------- | ------------- | ------------- | ------------- | ------ | ------ |
| 1987–88               | «Андерлехт»           | Л1                    | 5         | 0         | КБ                 | 4                  | 0                  |                      | -                    | -                    | СКБ           | 0             | 0             | 9      | 0      |
| 1988–89               | «Андерлехт»           | Л1                    | 1         | 0         | КБ                 | 0                  | 0                  | КВК                  | 0                    | 0                    | СКБ           | 0             | 0             | 1      | 0      |
| 1989–90               | «Андерлехт»           | Л1                    | 26        | 8         | КБ                 | 4                  | 2                  | КВК                  | 6                    | 0                    |               | -             | -             | 36     | 10     |
| 1990–91               | «Андерлехт»           | Л1                    | 33        | 18        | КБ                 | 3                  | 2                  | КУЄФА                | 8                    | 1                    |               | -             | -             | 44     | 21     |
| 1991–92               | «Андерлехт»           | Л1                    | 31        | 10        | КБ                 | 2                  | 1                  | КЧ                   | 10                   | 1                    | СКБ           | 1             | 1             | 44     | 13     |
| Усього за «Андерлехт» | Усього за «Андерлехт» | Усього за «Андерлехт» | 96        | 36        |                    | 13                 | 5                  |                      | 24                   | 2                    |               | 1             | 1             | 134    | 44     |
| 1992–93               | «Кальярі»             | A                     | 29        | 7         | КІ                 | ?                  | ?                  |                      | -                    | -                    |               | -             | -             | 29     | 7      |
| 1993–94               | «Кальярі»             | A                     | 29        | 12        | КІ                 | ?                  | ?                  | КУЄФА                | 10                   | 4                    |               | -             | -             | 39     | 16     |
| 1994–95               | «Кальярі»             | A                     | 30        | 7         | КІ                 | ?                  | ?                  |                      | -                    | -                    |               | -             | -             | 30     | 7      |
| 1995–96               | «Кальярі»             | A                     | 33        | 15        | КІ                 | ?                  | ?                  |                      | -                    | -                    |               | -             | -             | 33     | 15     |
| 1996–97               | «Фіорентіна»          | A                     | 31        | 9         | КІ                 | ?                  | 0                  | КВК                  | 7                    | 0                    | СІ            | 1             | 0             | 39     | 9      |
| 1997–98               | «Фіорентіна»          | A                     | 33        | 15        | КІ                 | 3                  | 0                  |                      | -                    | -                    |               | -             | -             | 36     | 15     |
| 1998–99               | «Фіорентіна»          | A                     | 30        | 2         | КІ                 | ?                  | 0                  | КУЄФА                | 1                    | 2                    |               | -             | -             | 31     | 4      |
| вер. 1999             | «Фіорентіна»          | A                     | 1         | 0         | КІ                 | -                  | -                  | ЛЧ                   | 0                    | 0                    |               | -             | -             | 1      | 0      |
| Усього за «Фірентіну» | Усього за «Фірентіну» | Усього за «Фірентіну» | 95        | 26        |                    | 3+                 | 0                  |                      | 8                    | 2                    |               | 1             | 0             | 107+   | ?      |
| 1999–00               | «Кальярі»             | A                     | 24        | 4         | КІ                 | 2+                 | 2                  |                      | -                    | -                    |               | -             | -             | 26+    | 6      |
| Усього за «Кальярі»   | Усього за «Кальярі»   | Усього за «Кальярі»   | 145       | 45        |                    | 2+                 | 2+                 |                      | 10                   | 4                    |               |               |               | 157+   | ?      |
| 2000–01               | «Болонья»             | A                     | 17        | 1         | КІ                 | ?                  | ?                  |                      | -                    | -                    |               | -             | -             | 17+    | 1+     |
| [2001–02              | «Комо»                | B                     | 38        | 23        | КІ                 | 7                  | 4                  |                      | -                    | -                    |               | -             | -             | 45     | 27     |
| 2002–03               | «Катанія»             | B                     | 36        | 15        | КІ                 | ?                  | ?                  |                      | -                    | -                    |               | -             | -             | 36     | 15     |
| 2003–04               | «Катанія»             | B                     | 38        | 13        | КІ                 | ?                  | ?                  |                      | -                    | -                    |               | -             | -             | 38     | 13     |
| Усього за «Катанію»   | Усього за «Катанію»   | Усього за «Катанію»   | 74        | 28        |                    | ?                  | ?                  |                      |                      |                      |               |               |               | 74+    | ?      |
| 2004-січ. 2005        | «Фоджа»               | C1                    | 14        | 0         | CI-C               | ?                  | ?                  |                      | -                    | -                    |               | -             | -             | 14+    | 0+     |
| січ.-лип. 2005]]      | «Венеція»             | B                     | 17        | 5         | КІ                 | -                  | -                  |                      | -                    | -                    |               | -             | -             | 17     | 5      |
| 2005–06               | «Луккезе-Лібертас»    | C1                    | 19        | 3         | КІ+CI-C            | ?                  | ?                  |                      | -                    | -                    |               | -             | -             | 19+    | 3+     |
| 2006–07               | «Нуорезе»             | C2                    | 32+2      | 10+1      | CI-C               | 3                  | 2                  |                      | -                    | -                    |               | -             | -             | 37     | 13     |
| 2007–08               | «Нуорезе»             | C2                    | 31        | 15        | CI-C               | 3                  | 0                  |                      | -                    | -                    |               | -             | -             | 34     | 15     |
| Усього за «Нуорезе»   | Усього за «Нуорезе»   | Усього за «Нуорезе»   | 63+2      | 25+1      |                    | 6                  | 2                  |                      |                      |                      |               |               |               | 71     | 28     |
| 2008–09               | «Дертона»             | D                     | 35        | 17        | CI-D               | ?                  | ?                  |                      | -                    | -                    |               | -             | -             | 35+    | 17+    |
| Усього за кар'єру     | Усього за кар'єру     | Усього за кар'єру     | 615       | 210       |                    | 31+                | 13+                |                      | 42                   | 8                    |               | 2             | 1             | 690+   | 232+   |

## Досягнення

### Командні
- Володар кубка Бельгії:

«Андерлехт»: 1987–1988, 1988–1989
- Володар Суперкубка Бельгії:

«Андерлехт»: 1987
- Чемпіон Бельгії:

«Андерлехт»: 1990–1991
- Володар Суперкубка Італії з футболу:

«Фіорентіна»: 1996

### Особисті
- Найкращий бомбардир Серії B:

2001–2002 (23)